# Keep It Real
«Keep It Real» es una canción de la banda estadounidense Jonas Brothers, de su álbum Lines, Vines and Trying Times. Fue confirmado como sencillo vía Twitter. Esta canción fue lanzada en su serie de Disney Channel Jonas. Fue usada por primera vez durante el episodio 4, Keep It Real, y por segunda vez en el episodio 13. Además, cuenta con un video musical estrenado el 6 de septiembre del 2009 en Disney Channel.
- Datos: Q10314118